# Taraxacum cyanolepis
Taraxacum cyanolepis — вид квіткових рослин з родини айстрових (Asteraceae). Вид зростає в Європі: Англія, Уельс, Шотландія, Північна Ірландія, Ірландія, Данія, Норвегія, Швеція, Фінляндія, Нідерланди, Бельгія, Німеччина, Польща, Чехія, Іспанія, Франція, Естонія; це багаторічна рослина помірних біомів.